# Juozas Miltinis

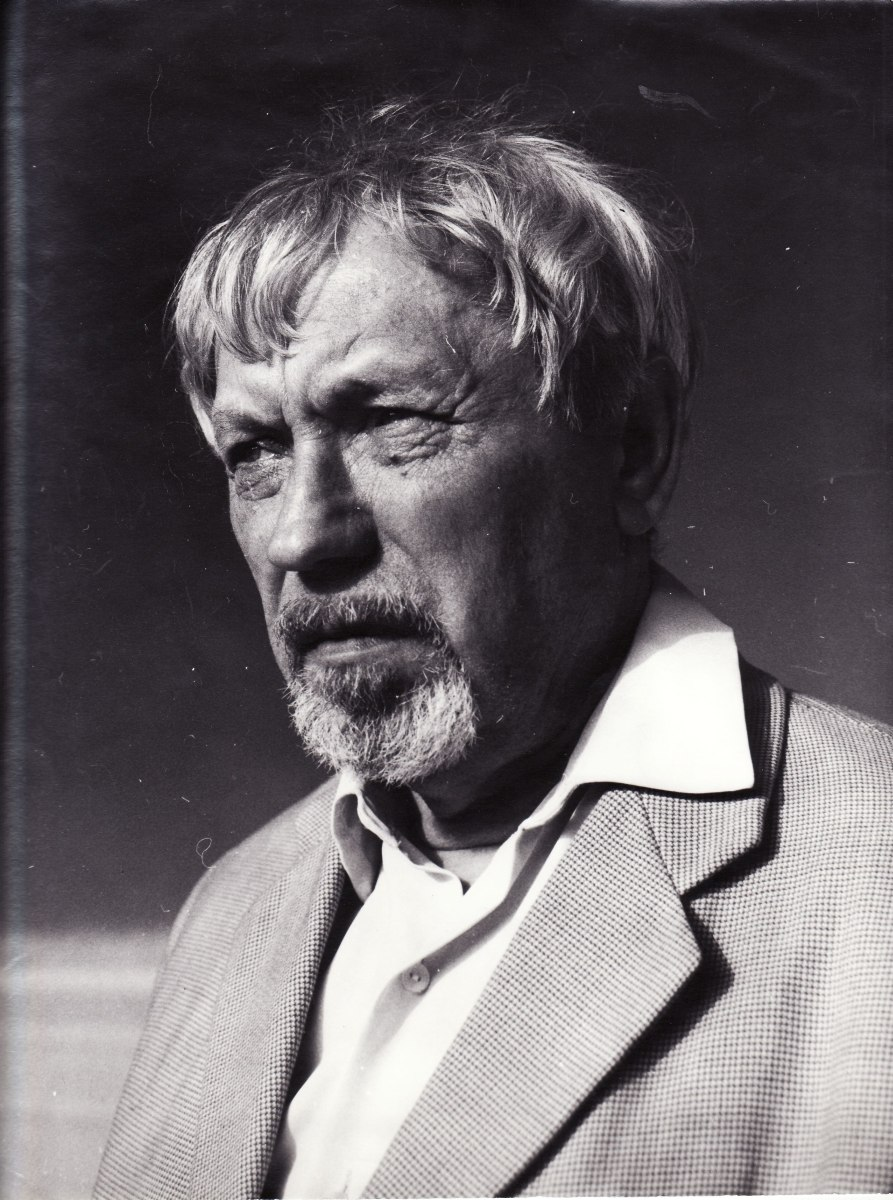
Miltinis

Juozas Miltinis (* 3. September 1907 in Dabikinė bei Akmenė, Bezirk Mažeikiai; † 13. Juli 1994 in Panevėžys) war ein litauischer Theaterregisseur, Schauspieler und Gründer des Juozas-Miltinis-Dramatheaters in Panevėžys. Miltinis hat eine Reihe von Schauspielern großgezogen.

## Leben
Ab 1913 wohnte seine Familie in Ramoniškė in der heutigen Rajongemeinde Mažeikiai. 
Von  1922 bis 1925 lernte er am Progymnasium Viekšniai und von 1926 bis 1927  am Jesuitengymnasium Kaunas in Kaunas. 
Ab 1932 studierte Miltinis in Paris an der Schule für Theaterkunst unter der Leitung von Charles Dullin. Nach seiner Rückkehr nach Kaunas gründete Miltinis hier sein eigenes Theaterstudio und verbreitete die wichtigsten Lehren seiner Lehrer Charles Dullin und Jacques Copeau. Von 1937 bis 1938 studierte er in London.
1940 wurde das Dramatheater Panevėžys  gegründet und Miltinis zu seinem künstlerischen Leiter ernannt. Der Hauptteil des jungen Theaters wurde aus den Schülern des früheren Theaterstudios gebildet.
Am 15. Februar 1954 wurde er aus ideologischen Gründen aus dem Amt des Theaterdirektors in Sowjetlitauen entlassen und kehrte erst 1959 in dieses Amt zurück. Miltinis begann, seine aus Paris mitgebrachten Ideen zu verwirklichen. Ein neues Konzept des Theaters und des Helden des Stücks wurde angewandt. 1980 trat Militnis in den Ruhestand.
In seinem Theater brachte Miltinis viele berühmte litauische Schauspieler hervor. Die bekanntesten von ihnen sind Donatas Banionis, Vaclovas Blėdis, Gediminas Karka, Stepas Kosmauskas, Eugenija Šulgaitė, Kazimieras Vitkus, Regina Zdanavičiūtė.

## Ehrung
1948 wurde er Verdienter Künstler der Litauischen SSR, 1965 Volkskünstler der LSSR und 1965 bekam er den Staatspreis der LSSR.
Seit 1980 ist er Ehrenbürger der Stadtgemeinde Panevėžys.
Die Bibliothek des Kreises Panevėžys bewahrt das bibliographische Erbe von Juozas Miltinis. Am 8. Oktober 2007 wurde auf dem zentralen Platz von Panevežys eine Gedenkstatue von Juozas Miltinis enthüllt.
1995 bekam die 7. Mittelschule Panevėžys den Titel von Juozas Miltinis.